# خلنج باهت
خلنج باهت (الاسم العلمي:Erica pallens) هو نوع من النباتات يتبع جنس الخلنج من الفصيلة الخلنجية.